# Grab von Kivik

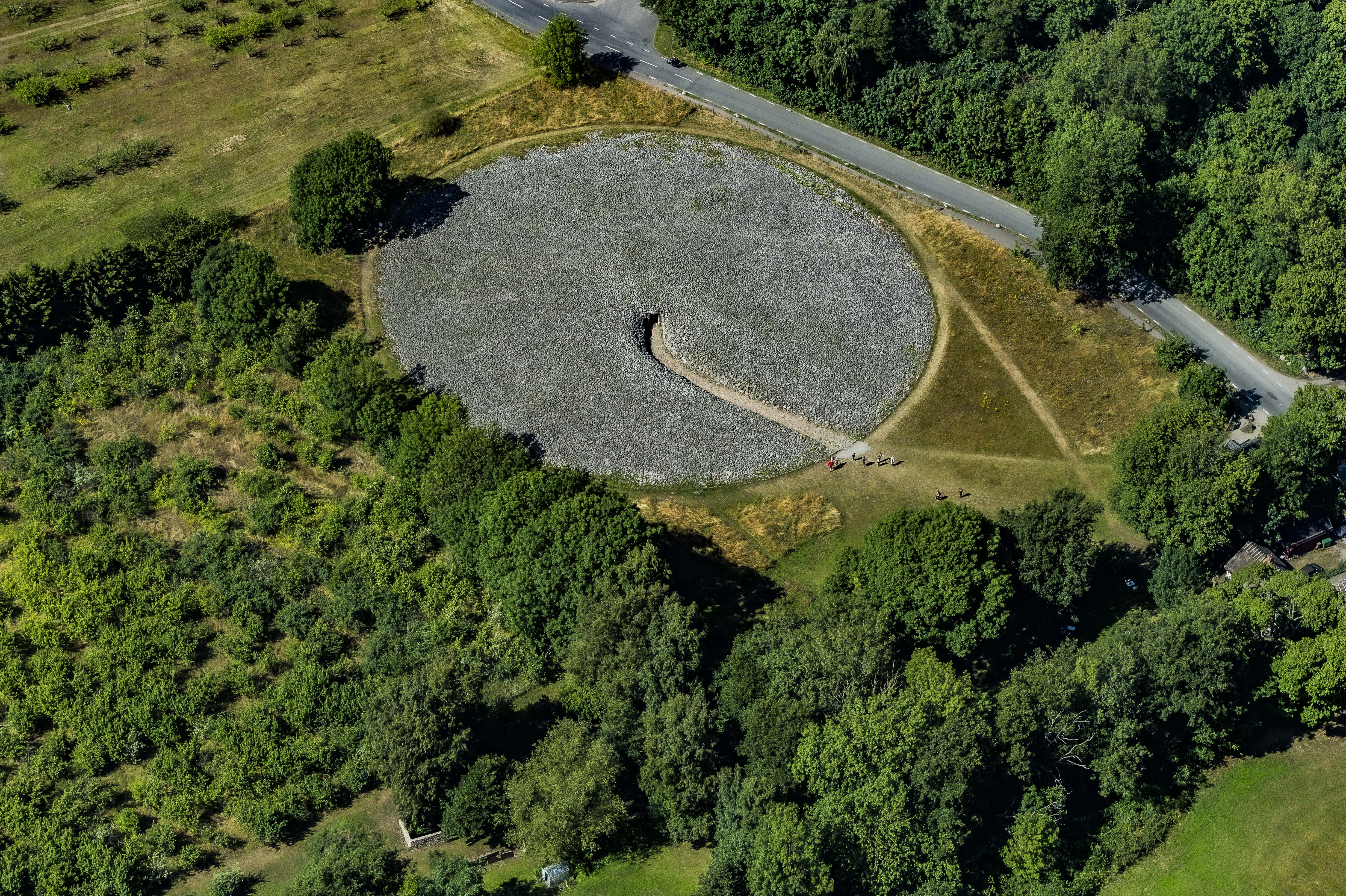
Das Grab von Kivik

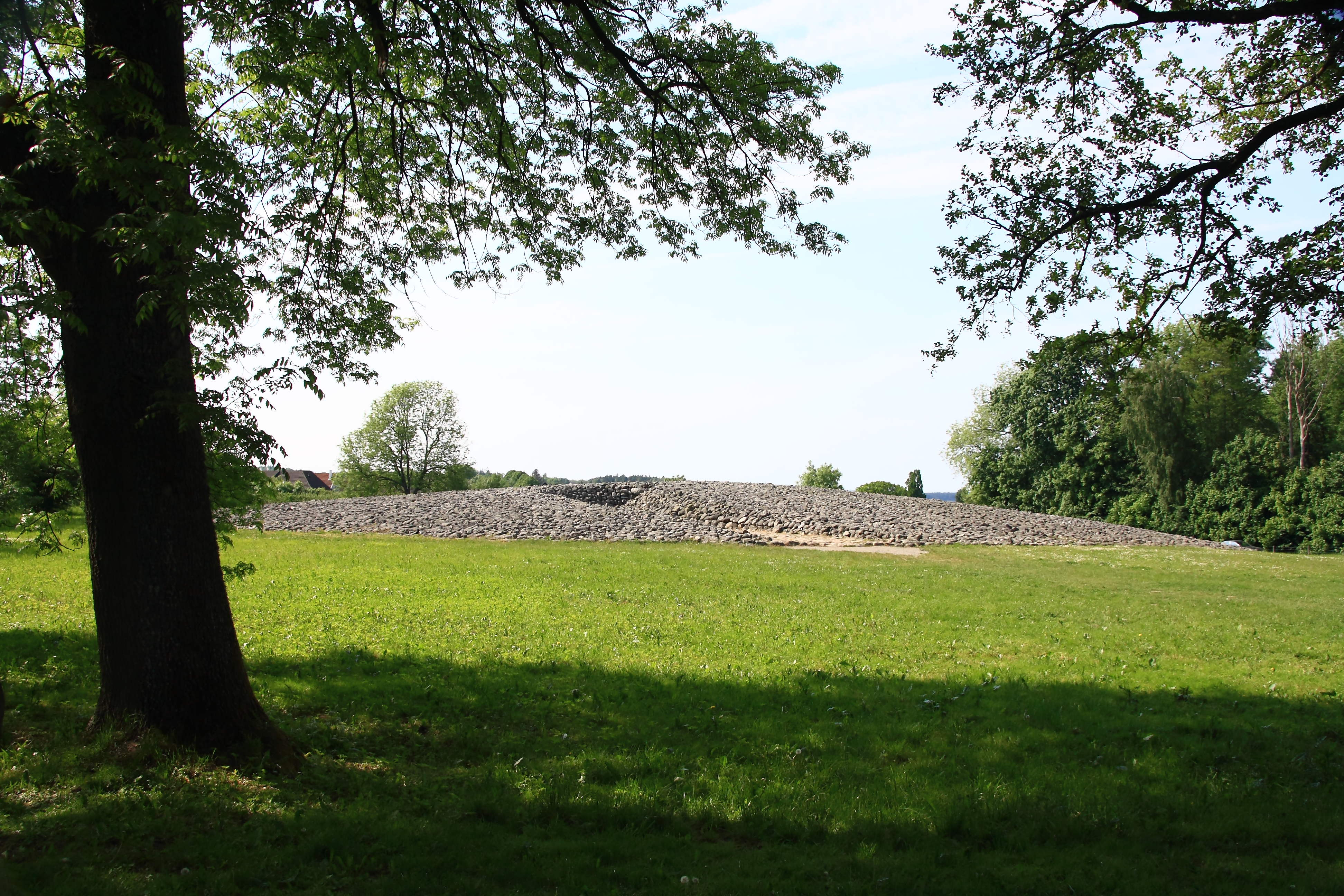
Das Grab von Kivik

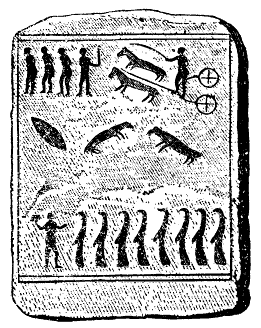
Zeichnerische Darstellung einer der Steintafeln aus der Kammer

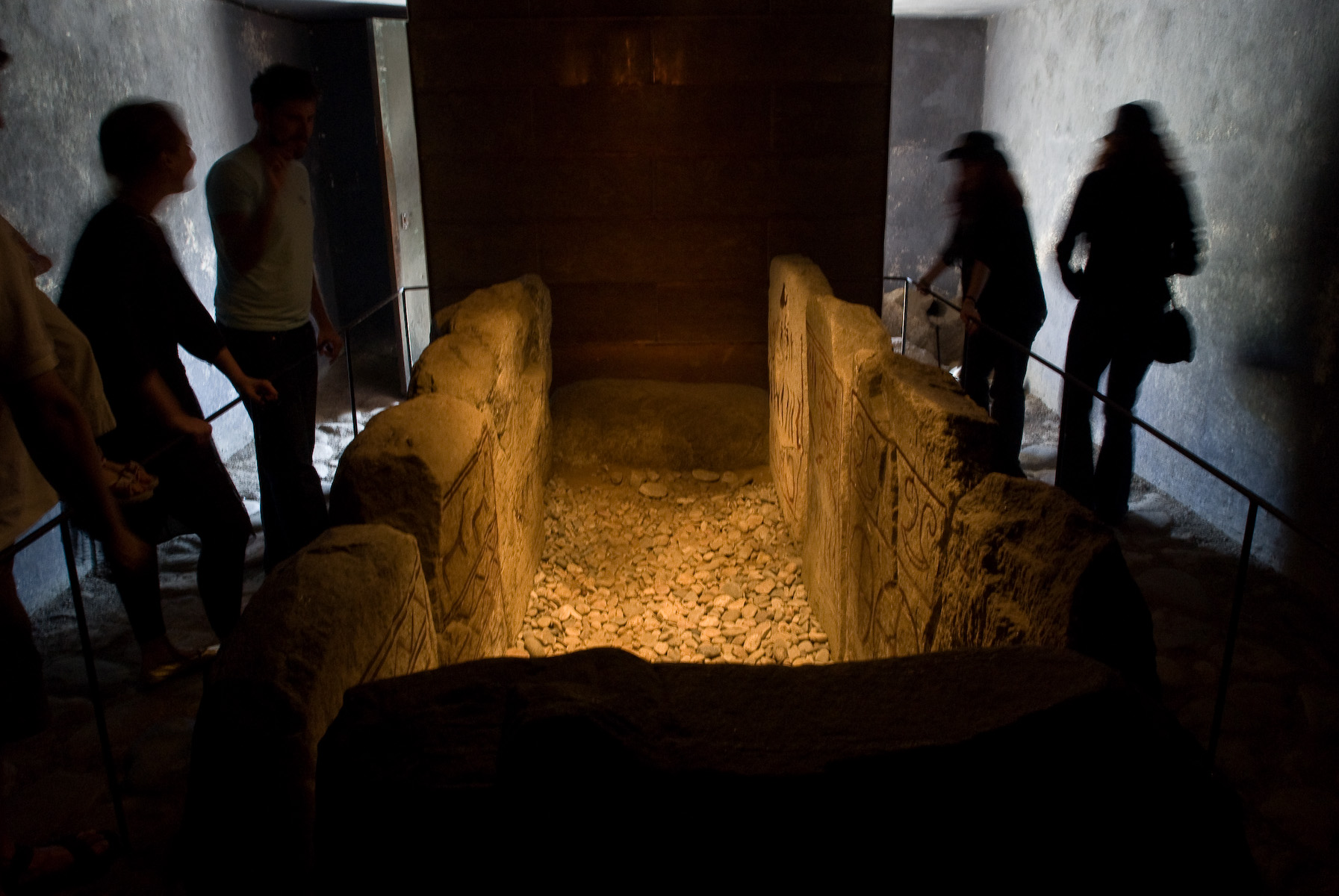
Die Kammer im Grab von Kivik

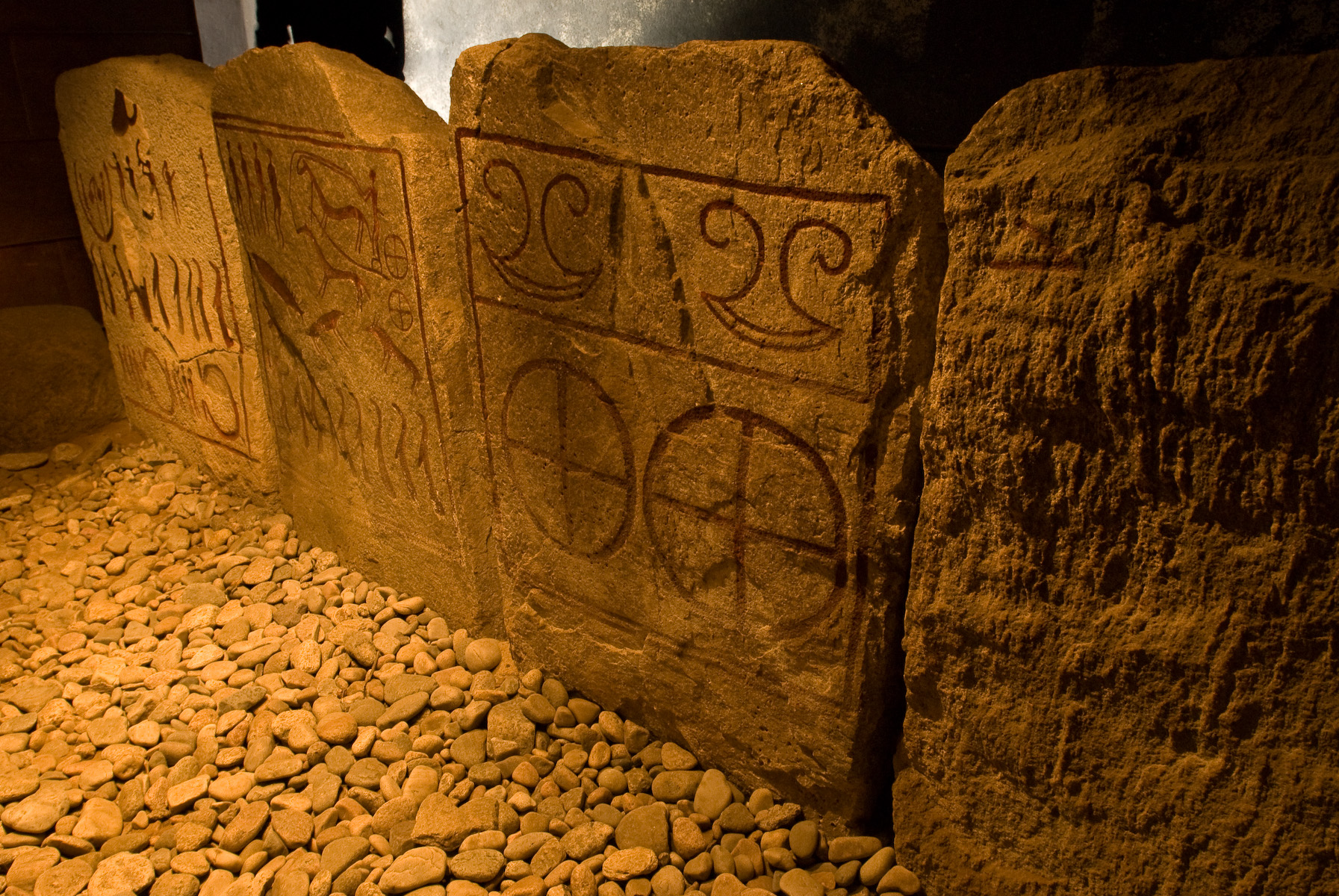
Die Steine der Grabeinfassung im Grab von Kivik

Das Grab von Kivik, auch Königsgrab (schwedisch: Kiviks- oder Kungagraven) in Bredarör nahe Kivik, in der schwedischen Region Österlen in Südost-Schonen, ist der restaurierte Rest einer Bestattung aus der Nordischen Bronzezeit (etwa 1000 v. Chr.). 
Die Röse wurde später nicht nur als Steinbruch genutzt, sondern zunächst auch nachlässig restauriert. Sowohl in der Konstruktion als auch in den Ausmaßen mit 75 Metern Durchmesser weicht es von den nordeuropäischen Gräbern der Bronzezeit ab. Allerdings sind Steinkisten unter Steinhügeln eine für diese Zeit typische Form in Schweden und in abgeschwächter Dichte auch in Dänemark zu finden. Die einzigartigen Petroglyphen der Steinkiste zeigen Menschen, Schiffe, Luren, Symbole und einen Streitwagen mit zwei Pferden.
Das Grab von Kivik liegt etwa 320 m von der Küste entfernt. In der Nähe finden sich die Felsritzungen von Simrishamn, unmittelbar benachbart auch die beiden großen Steinsetzungen (Penninggraven – Münzengrab – und eine 60 m lange Schiffssetzung) auf dem Gräberfeld von Ängakåsen in Bredarör.

## Geschichte
Das Grab wurde bis 1748 als Steinbruch für örtliche Bauarbeiten genutzt. Dabei entdeckten zwei Bauern eine 3,25 m lange Nord-Süd-orientierte Kammer aus zehn Steinplatten. In der Hoffnung auf einen Schatz gruben sie das Grab aus – ob sie einen Schatz fanden, ist unklar.
Erst später wurde entdeckt, dass die Steinplatten Petroglyphen trugen. Dennoch wurden weiter Steine gebrochen und einige der Platten verschwanden.
Von 1931 bis 1933 gab es eine gründliche Ausgrabung, bei der sich auch die Reste einer steinzeitlichen Siedlung unter dem Hügel fanden, so auch große Mengen an Feuersteinabschlägen. Aus der Bronzezeit wurden lediglich Zähne, Fragmente aus Bronze und Knochensplitter gefunden.
Der Hügel enthielt zwei Kammern. Auf der linken Seite des südlichen Endes der ersten wurden Steinplatten einer 1,2 m langen und 0,65 m breiten zweiten Kammer gefunden. Aufgrund seiner Größe wurde es Prinzengrab genannt. Da es geplündert worden war, gab es keine verlässlichen Funde mehr, es wird aber angenommen, dass beide Gräber zur selben Zeit angelegt worden sind.
Nach der Ausgrabung wurde das Grab restauriert, aber man weiß nicht, inwiefern die Restaurierung dem Originalzustand entspricht. Ein Vergleich mit zeitgenössischen Gräbern legt die Vermutung nahe, dass das Grab dreimal so hoch sein müsste wie die jetzigen 3,5 m. Die Restaurierung stützte sich auf Radierungen des 18. Jahrhunderts und Vermutungen. Dabei wurde eine Kammer aus Beton hergestellt und nahe der Mitte ein kurzer Tunnel in die Kammer angelegt.
Das Grab und die Felszeichnungen in der Kammer können besichtigt werden. 2021 war die Anlage wegen Einsturzgefahr bis auf Weiteres für den Publikumsverkehr geschlossen.